# Добровинский, Александр Вячеславович
Алекса́ндр Вячесла́вович Доброви́нский (укр. Олександр В'ячеславович Добровинський; род. 19 марта 1975) — украинский футболист, выступавший на позиции полузащитника.

## Биография
Начал профессиональную карьеру в киевском «Динамо», однако за основную команду ни одного матча не провёл. Выступал за «Динамо-2» в первой лиге и «Динамо-3» в любительских турнирах и Кубке Украины. В 1994 году стал игроком житомирского «Химика», цвета которого защищал в первом дивизионе на протяжении двух лет. В 1996 перешёл в киевский ЦСКА, однако там играл только во второй команде клуба, которой помог стать победителем Второй лиги в том же году. Из ЦСКА на непродолжительное время отлучался в «Систему-Борекс» из Бородянки
В 1997 году стал игроком кировоградской «Звезды», выступавшей в Высшей лиге. Первую и единственную игру за кировоградцев в элитном дивизионе провёл 21 сентября 1997 года, на 79-й минуте выездного матча против криворожского «Кривбасса» заменив Сергея Ралюченко. Также защищал цвета «Звезды-2» во второй лиге. В 1999 году снова перешёл в «Систему-Борекс», где и провёл последнюю игру на профессиональном уровне. В дальнейшем выступал за любительские команды. В 2002 году, в составе житомирского клуба «Рудь» стал финалистом любительского кубка Украины

## Достижения
- Победитель Второй лиги чемпионата Украины: 1995/96 (группа «А»)